# Verein Metropolitanraum Zürich
Der Verein Metropolitanraum Zürich setzt sich aus rund 120 Mitgliedergemeinden und -städten sowie den Kantonen Zürich, Aargau, Thurgau, Schaffhausen, Schwyz, St. Gallen, Zug und Luzern zusammen. Der Verein bildet die Trägerschaft der «Metropolitankonferenz Zürich». Seine Mitglieder setzen sich gemeinsam für den Wirtschafts- und Lebensraum der Metropolregion Zürich ein. Der «Metropolitanraum Zürich» umfasst über 250 Gemeinden und Städte in acht Kantonen.

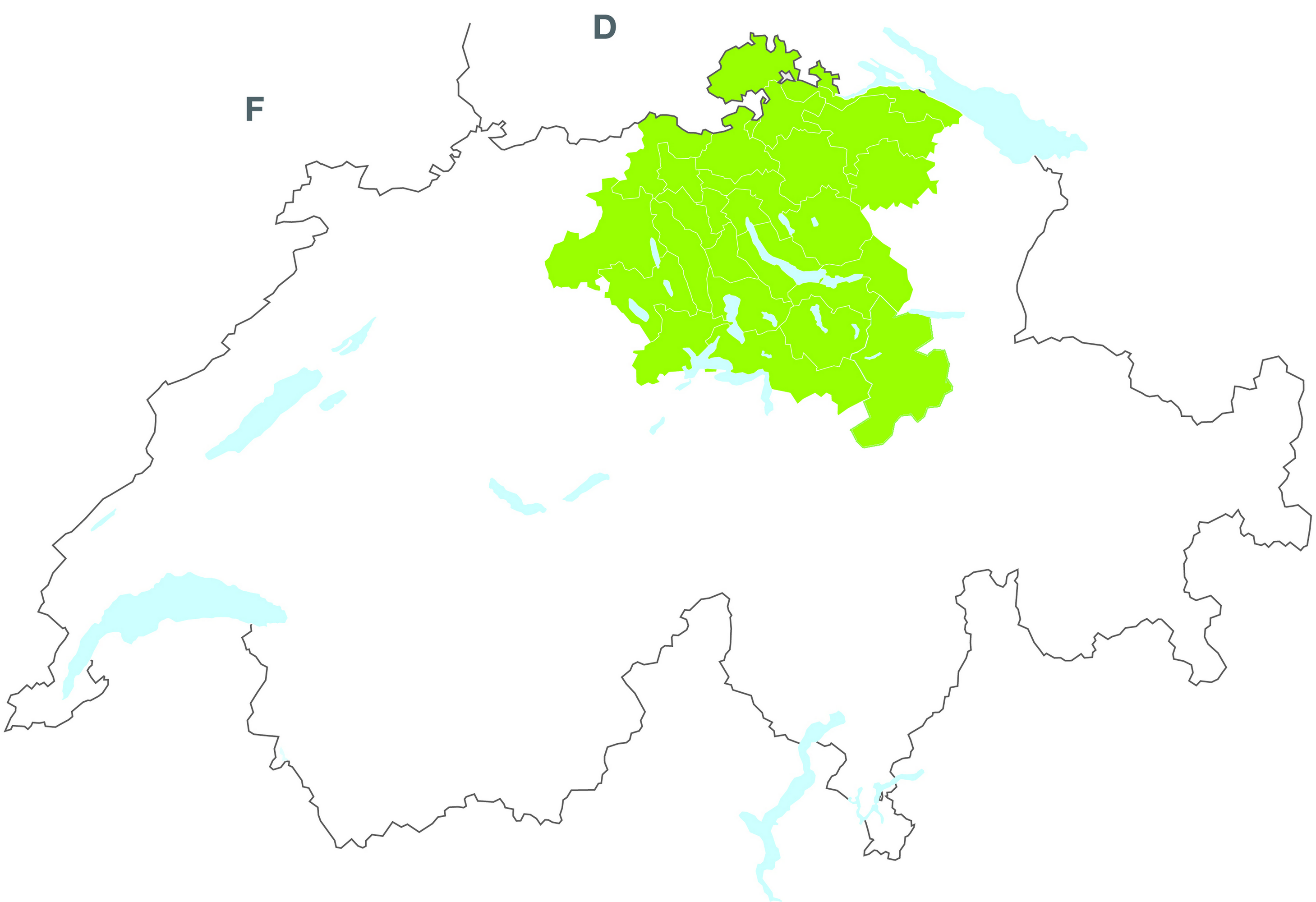
So stellt der Verein Metropolitanraum Zürich die Region dar, deren Interessen er vertritt

## Geschichte
Initianten der Metropolitankonferenz waren der Kanton Zürich, die Städte Zürich und Winterthur sowie der Gemeindepräsidentenverband des Kantons Zürich.
Die erste Metropolitankonferenz mit Vertretern der beteiligten Kantone, Städte und Gemeinden fand am 22. Mai 2007 in Rapperswil-Jona statt. Gegründet wurde der Verein Metropolitaraum Zürich anlässlich der fünften Metropolitankonferenz vom 3. Juli 2009 in Frauenfeld.

## Ziele
Der Verein setzt sich ein für eine verstärkte Zusammenarbeit und eine bessere Vernetzung zwischen den Kantonen, Städten und Gemeinden des Metropolitanraums Zürich. Er bietet eine Plattform für den Informationsaustausch. Außerdem fördert eine ganzheitliche und grossräumige Entwicklungsperspektive und fasst Beschlüsse über die gemeinsamen Aktionsprogramme, mit denen die Spitzenposition des Wirtschafts- und Lebensraums Zürich auf nationaler und internationaler Ebene gefördert wird.
Übergeordnetes Ziel ist die Stärkung der Lebensqualität und der internationalen Wettbewerbsfähigkeit des Metropolitanraums Zürich.

## Handlungsfelder
Zur Bewältigung der bestehenden Herausforderungen wird die strategische Zusammenarbeit in folgenden vier Handlungsfeldern gebündelt:

### Wirtschaft
Die Konzentration des Vereins liegt auf die Stärkung der Wirtschaftssektoren, er setzt sich für die Förderung von innovationsfreundlichen Rahmenbedingungen ein. Er fordert betriebliche Innovationsleistungen und Zugang zu Know-how und neuen Technologien. Ein weiteres wichtiges Anliegen für den Verein ist die attraktive Gestaltung des Arbeitsmarkts für hochqualifizierte Arbeitskräfte sowie die Weiterentwicklung des Bildungsstandorts. Außerdem fordert er die Unterstützung des Wissenstransfers und die Abstimmung der strategischen Flächenentwicklung sowie den Erhalt der Leistungsfähigkeit.
Der Verein hat sich zum Ziel gesetzt, den Metropolitanraum Zürich zu einer «Green Region» zu machen, die sich durch ihre hervorragenden Standortqualitäten im Bereich Cleantech auszeichnet und damit positioniert werden kann. Insbesondere sollen vermehrt Cleantech-Unternehmen entstehen und sich erfolgreich entwickeln können.
Die Metropolitankonferenz Zürich setzt sich für die Zertifizierung ihrer Gemeinden durch Energiestadt ein. Zu diesem Zweck ist sie mit dem «Trägerverein Energiestadt» eine entsprechende Partnerschaft eingegangen und unterstützt interessierte Gemeinden finanziell.
Zudem kooperiert die Metropolitankonferenz mit der Energie-Agentur der Wirtschaft (EnAW). Deren KMU-Modell ermöglicht es Unternehmen, Zielvereinbarungen über die Realisierung von Energiesparmassnahmen einzugehen. Die Metropolitankonferenz unterstützt die KMU ihrer Mitglieder- gemeinden dabei.

### Verkehr
Der Verein will mit den folgenden strategischen Stossrichtungen dazu beitragen, die Funktionsfähigkeit des Verkehrssystems zu erhalten:
Die Landverkehrsverbindungen zu den schweizerischen und europäischen Metropolitanräumen und die Erreichbarkeit der Zentren soll gezielt verbessert werde. Außerdem will der Verein eine Optimierung des Verkehrsmanagements, dabei sollte auch der Flughafen Zürich als interkontinentale Drehscheibe erhalten bleiben. Der Verein schlägt vor, Lösungen in der Güterverkehrslogistik und schwerverkehrsintensive Nutzungen räumlich abzustimmen und den Freizeitverkehr in nachhaltigere Bahnen zu lenken.
Die Metropolitankonferenz setzt sich für die Realisierung folgender Schienenprojekte ein: Brüttenertunnel, Zimmerbergbasistunnel II, Heitersbergtunnel II und den Ausbau des Bahnhof Stadelhofen.
Im Strassenbereich setzt sich die Metropolitankonferenz für folgende Vorhaben ein: sechsspurigen Ausbau der Nordumfahrung Zürich sowie der Glatttalautobahn. Außerdem setzt er sich für den Stadttunnel Zürich ein, wo man mit einem Realisierungshorizont von 2030 rechnet.

### Gesellschaft
Ziele sind der gesellschaftliche Zusammenhalt im Metropolitanraum Zürich und die Schaffung eines lebenswerten Umfeldes für die gesamte Bevölkerung. Weiter geht es darum, die kulturelle Vielfalt zu pflegen, Integration zu gestalten und die Identifikation mit dem Raum zu fördern.
Der Verein bietet den Gemeinden eine Plattform für den gegenseitigen Austausch. Fragen der Integration oder des kulturellen Engagements sollen gemeinsam diskutiert und Ideen zur Förderung der Identität mit dem Metropolitanraum gemeinsam entwickelt und umgesetzt werden. So ist aktuell ein Projekt in Arbeit, das die Auswirkungen des immigrationsbedingten Bevölkerungswachstums auf den Metropolitanraum untersucht und daraus resultierende Handlungsmöglichkeiten aufzeigt. Die Metropolitankonferenz will die Gemeinden verstärkt in die Projektbearbeitung und die Entscheidungsfindung einbeziehen.

### Lebensraum
Der Verein beabsichtigt, die Region zu gestalten, zu pflegen und als Ganzes zu stärken.
Im Projekt «Parklandschaft» werden wichtige Naherholungsräume im Metropolitanraum Zürich identifiziert. Dabei werden Best-Practice-Erfahrungen unter den Kantonen, Städten, Gemeinden und anderen Akteuren des Metropolitanraums Zürich ausgetauscht. Mit grenzübergreifenden Naherholungsprojekten wird die Zusammengehörigkeit der Teilräume im Metropolitanraum Zürich gestärkt.
Über ein Testplanungsverfahren wurden drei «Metrobilder» entworfen. Mittelfristig soll ein gemeinsames Raumkonzept für den Metropolitanraum Zürich erarbeitet werden.